# Pröttlin
Pröttlin ist ein Ortsteil der Gemeinde Karstädt im Landkreis Prignitz in Brandenburg.

## Geografie
Der Ort liegt 12 Kilometer nordwestlich von Karstädt und 13 Kilometer nordnordöstlich von Lenzen (Elbe). Die Nachbarorte sind Beckentin im Norden, Pinnow im Nordosten, Neu Pinnow im Osten, Sargleben und Seetz im Südosten, Zapel im Süden, Milow im Südwesten sowie Milow Ausbau im Nordwesten.
Die Gemarkung Pröttlin reicht im Norden bis an den Meynbach, der hier zugleich die Landesgrenze zu Mecklenburg-Vorpommern bildet, was auch für die westliche Gemarkungsgrenze gilt.

## Geschichte
Die erste schriftliche Erwähnung von Pröttlin stammt aus dem Jahr 1274. Darin wurde der Ort unter „Brotelyn“ verzeichnet.
Vor 1816 gehörte der Ort zum Kreis Lenzen in der Provinz Prignitz; ein Teil der Kurmark der Mark Brandenburg und kam anschließend zum Kreis Westprignitz. Auf dem Urmeßtischblatt „1388 Rambow“ aus dem Jahr 1843 ist Pröttlin als ein Straßendorf mit einer Kirche und einem Gut verzeichnet. Darüber hinaus finden sich in dieser historischen Karte weitere Eintragungen in der näheren Umgebung. So ist hart nördlich des Ortes der Flurname „Olldörpen“, im Osten der Feldmark Pröttlin das „Brüssowsche Feld“ und westlich des Ortes der Flurname „Wendische Kirchhöfe“ zu finden. 1860 wurde der Gemeindebezirk mit einer Gemarkungsgröße von insgesamt 1810 Morgen angegeben. Davon waren 44 Morgen Gehöfte, 172 Morgen Wiese, 233 Morgen Wald und 1361 Morgen Acker. Der Gutsbezirk einschließlich Brüssow verfügte im gleichen Jahr über insgesamt 1554 Morgen. Davon waren 5 Morgen Gehöfte, 13 Morgen Gartenland, 30 Morgen Wald, 50 Morgen Wiese und 1456 Morgen Acker. Um 1880 wird die Witwe Lucassen im Generaladressbuch der Rittergutsbesitzer für die Provinz Brandenburg ausgewiesen. Die Familie Lucassen bleibt bis zur vorletzten Jahrhundertwende im Eigentum des Gutes.
Im Jahr 1900 bestand der 476 Hektar große Gemeindebezirk aus dem Dorf und einem nicht näher bezeichneten Abbau. Zum 419 Hektar großen Gutsbezirk zählte neben dem Gut das Vorwerk Brüssow. Auf den historischen Karten des Deutschen Reiches finden sich der Abbau 1500 Meter nordnordwestlich und das Vorwerk 1100 Meter nordöstlich vom Zentrum des Ortes. Der Gutsbezirk wurde 1907 mit der Gemeinde Pröttlin vereinigt. Schon 1914 besteht nach amtlichen Quellen kein Rittergut mehr. 1928 wurde der formelle Gutsbezirk Zapel, ohne eine bis dahin ihm zugehörige Enklave auf der Gemarkung Milow, nach Pröttlin eingemeindet. Kurz vor der großen Wirtschaftskrise bestand anstatt des ehemaligen Rittergutes laut dem letztmals amtlich publizierten Landwirtschaftliche Adressbuch die Höfe der Familien Benzig (Restgut), Dübel, Niemann, Quitzow, Schulz und Seier aus, jeweils mit einer mittigen Betriebsgröße um die 25 ha.
1931 wurde Zapel als Wohnplatz der Gemeinde geführt und die Gemarkung hatte eine Größe von insgesamt 1493 Hektar.
Ab 1952 gehörte Pröttlin zum Kreis Perleberg im Bezirk Schwerin. 1964 und 1973 wurde das benachbarte Zapel als Ortsteil verzeichnet. 1974 wurde die bis dahin selbstständige Gemeinde Pinnow in Pröttlin eingegliedert. 1985 wurden zusammen mit der Gemeinde die Ortsteile Pinnow und Zapel verzeichnet. Im Jahr 1992 schloss sich die Gemeinde Pröttlin dem neu gebildeten Amt Karstädt an und wurde 1993 ein Teil des heutigen Landkreises Prignitz. 1995 wurden Pinnow und Zapel weiterhin als Ortsteile der Gemeinde geführt.
Die zuvor selbstständige Gemeinde Pröttlin wurde zum 31. Dezember 2002 in Karstädt eingegliedert.
Einwohnerentwicklung
| Jahr          | 1734 | 1772 | 1791 | 1801 | 1817 | 1837 | 1858 | 1871 | 1895 | 1925 | 1939 | 1946 | 1964 | 1971 | 1981 | 1991 |
| Einwohnerzahl | 154  | 219  | 230  | 239  | 210  | 324  | 368  | 350  | 343  | 394  | 460  | 666  | 480  | 464  | 596  | 616  |

* Details einzelner Jahre zu Gemeindebezirk/Gutsbezirk/Brüssow: 1858=308/52/8 – 1871=282/61/7 – 1895=278/65 – 1991=nur Pröttlin 302

## Sehenswürdigkeiten
Die Liste der Baudenkmale in Karstädt enthält als einzigen Eintrag zum Ort die Dorfkirche Pröttlin. Die zwei im 19. Jahrhundert zerstörten Großsteingräber bei Pröttlin sind nicht mehr zu finden. In der Liste der Bodendenkmale in Karstädt sind insgesamt zehn Bodendenkmale zur Gemarkung Pröttlin verzeichnet.

## Persönlichkeiten
- Christoph Caspar Freiherr von Blumenthal (1638–1689), brandenburgischer Diplomat und Erbherr auf Pröttlin
- Julius Richter (1862–1940), deutscher Theologe und Missionswissenschaftler, hier 1887–1890 als Pfarrer tätig
- Heinrich Vogel (1902–1989), deutscher evangelischer Theologe, Dichter und Komponist, hier geboren

## Verkehr
Der Ort ist über die Landesstraße L 134 von Mellen im Süden und Groß Warnow im Nordosten zu erreichen. Bei letzterem Ort befindet sich zudem die nächstgelegene Anschlussstelle der hier neuen Bundesautobahn 14. Darüber hinaus existiert die Kreisstraße 7050, die nach Nordwesten zur benachbarten Landesgrenze führt, und weitere kleinere Straßen in die nähere Umgebung.